# André Henri Constant van Hasselt

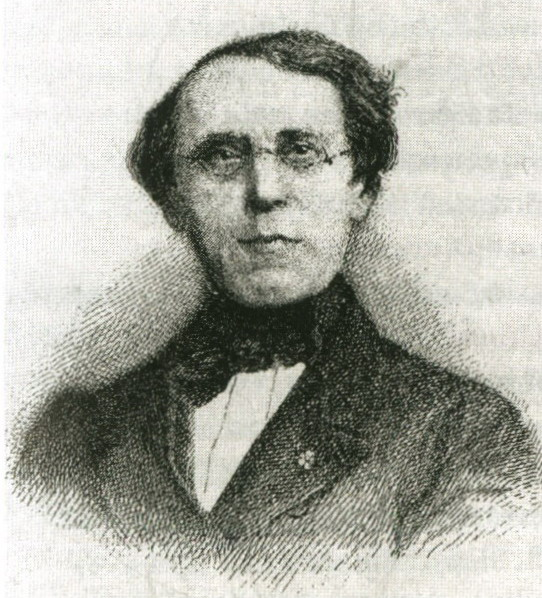
André van Hasselt

André Henri Constant van Hasselt (Olandeză: Andries Hendrik van Hasselt ; 5 ianuarie, 1806 – 1 decembrie, 1874) a fost un scriitor flamand.